# Juan Antonio Santa María Carrera
Juan Antonio Santa María Carrera; (Valparaíso, 1848 - París, Francia, 21 de diciembre de 1925). Abogado y político radical chileno. Hijo de Juan Antonio Santa María Artigas y Magdalena Carrera Aguirre. Contrajo matrimonio con Adela Martínez Díaz.
Educado en Universidad de Chile, donde juró como abogado (1870). Ejerció su profesión en paralelo a su actividad política, ligada al Partido Radical.
Elegido Diputado por Valparaíso y Casablanca (1891-1891), integrando la comisión permanente de Hacienda e Industria. Este es el Congreso Constituyente de 1891, convocado por el presidente Balmaceda, que duró hasta la derrota militar de este Presidente, en agosto de 1891.
Se desempeñó como abogado del Ministerio de Relaciones Exteriores (1900-1906) y fue miembro de la misión diplomática de Chile en Londres (1910) y en París (1920).